# Волосся Вероніки

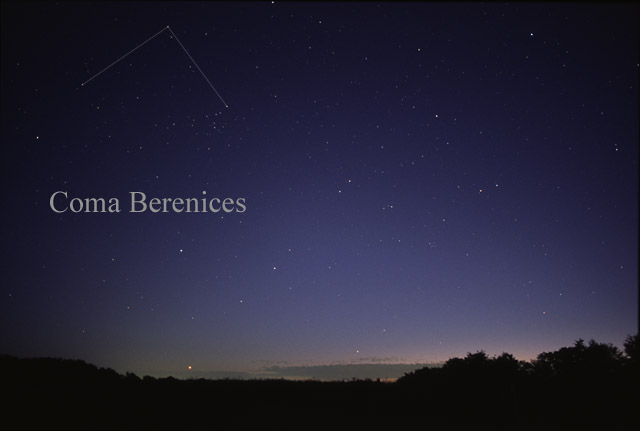
Сузір'я Волосся Вероніки неозброєним оком.

Воло́сся Вероні́ки (лат. Coma Berenices) — сузір'я північної півкулі неба. Займає на небі площу у 386,5 квадратного градуса й містить 64 зірки, видимі неозброєним оком, з них яскравіше 6m — 50.

## Історія виникнення назви
Волосся Вероніки одне з небагатьох сузір'їв, що отримали назву від історичної персони — Береніки II, дружини правителя Стародавнього Єгипту Птолемея Евергета. За легендою Береніка віддала своє довге гарне волосся як жертву Афродіті на знак подяки за перемогу її чоловіка над сирійцями.

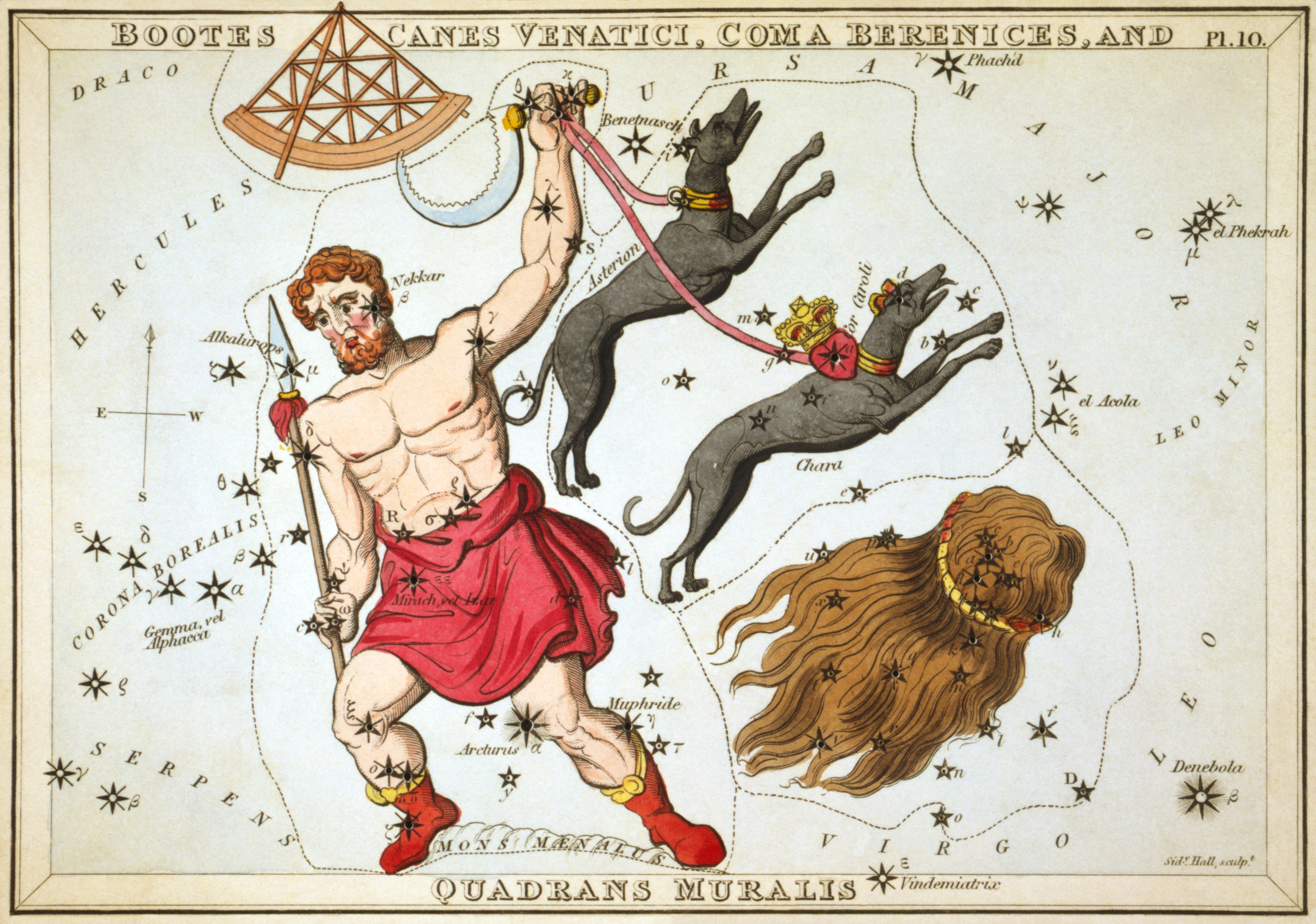
Сузір'я Волосся Вероніки, Волопас, Гончі Пси та Настінний Квадрант (заст.) із «Дзеркала Уранії», набору тематичних карток опублікованого у Лондоні, бл. 1825

Сукупність близько розташованих зір сузір'я здавна розпізнавалась як окремий астеризм. Ератосфен визначав його як «Волосся Аріадни» або «Волосся Вероніки». Птолемей у Альмагесті визначав ці зірки як «Локон», однак не включив його до списку 48 сузір'їв, і вважав його частиною сузір'я Лева.
Запровадження статусу сузір'я Волоссю Вероніки зазвичай приписують Тихо Браге, який включив його до свого зоряного каталогу 1602 року. Хоча очевидно, що для виділення сузір'я він використав описи та вимірювання попередніх картографів неба. У 1603 році Волосся Вероніки як сузір'я з'являється в Уранометрії Йогана Байєра та ще на деяких картах XVII століття.

## Зірки
У цьому сузір'ї немає яскравих зірок, найяскравіша — β Волосся Вероніки — має зоряну величину 4,26m. Спостерігаючи за нею, можна одержати уявлення про те, як виглядає Сонце з відстані 27 світлових років.
Друга за яскравістю зірка інколи зустрічається під назвою Діадема (α Волосся Вероніки) і має зоряну величину 4,32m. Це подвійна зірка, ймовірно затемнено-змінна, чиї компоненти мають майже однакову зоряну величину. Діадема — єдина зірка в сузір'ї, що має назву.

## Примітні об'єкти
- У цьому сузір'ї розташований Північний полюс Галактики, пряме сходження = 12h 51m, схилення = +27° 07′.

- Поблизу південної межі сузір'я починається велике скупчення галактик Діви, віддалене від нас «усього» на 42 млн світлових років і тому має великий кутовий діаметр (близько 16 градусів). Це скупчення містить понад 3000 галактик, серед яких декілька спіральних: сильно нахилена до променя зору M98, видима майже плазом M99, великі спіралі M88 і M100.

- У Волоссі Вероніки спостерігається й інше, більш далеке (370 млн світлових років) і багате скупчення галактик, за яким закріпилася назва Скупчення Волосся Вероніки (англ. Coma cluster).

- Невеликий телескоп дозволить побачити в цьому сузір'ї близькі кулясті зоряні скупчення M53 і NGC 5053, а також галактику Чорне Око (M64) з величезною темною пиловою хмарою навколо ядра.

- Волосся Вероніки містить зоряне скупчення Mel 111 (Мелотт 111). Це велике розсіяне скупчення зірок від 5 до 10 зоряної величини. Скупчення займає на небі область діаметром близько 5°, поблизу γ Волосся Вероніки. Відстань до нього приблизно 270 світлових років.